# Ludizam
Ludizam ili ludistički pokret nastao je u Engleskoj tijekom 19. stoljeća i ime je dobio po vođi Nedu Luddu. Osobe koje podržavaju ili su dio ludističkog pokreta nazivaju se luditi. Luditi su strojeve smatrali krivcima za masovnu nezaposlenost koja je nastajala za i nakon prve industrijske revolucije, Masovno su se borili protiv kapitalističkih poduzetnika tako da su od 1811. do 1816. uništavali strojeve, rušili tvorničke zgrade i potpaljivali skladišta. 1812. je donesen zakon protiv ludita kojima se njihova djela kažnjavaju smrću, tako da su u idućih nekoliko godina pogubljene čitave grupe radnika. S vremenom je radnička klasa shvatila da uzrok njenog bijednog položaja nije u strojevima, već u njihovoj kapitalističkoj primjeni, pa stoga svoju aktivnost usmjeruju u pravcu borbe protiv kapitalističkih društvenih odnosa.

## Srodni članci
- NIMBY